# جب الحمام جتالة
جب الحمام جتالة بلدة سوريّة تتبع إداريّاً لمحافظة حلب منطقة منبج ناحية مسكنة، بلغ تعداد سكانها 145 نسمة حسب التعداد السكاني لعام 2004.